# دهن غير مشبع
الدهون غير المشبعة هي دهن أو حمض دهني يحتوي في بنيته الجزيئية على رابطة مضاعفة واحدة على الأقل.
يوجد أكثر من نوع من الدهون غير المشبعة حسب عدد الروابط المضاعفة؛ فهناك دهون غير مشبعة أحادية (دهن أحادي عدم الإشباع)، وهي الأفضل لصحة الجسم؛ وهناك دهون غير مشبعة متعددة (دهن متعدد عدم الإشباع). وهناك أيضاً الدهون المتحولة، وهذه الدهون باختصار هي الدهون المهلكة لجسم الإنسان، والتي يمكننا ان نسميها مجازًا بدهون اصطناعية، هذه الدهون تصنع من الزيوت النباتية بتحويلها إلى زبدة صلبة أو سمن نباتى، ويتم ذلك بهدرجة الزيوت النباتية (إضافة ذرات الهيدروجين إليها لتحويل الروابط غير المشبعة بين جزيئات الأحماض الدهنية إلى روابط مشبعة). يكون الهدف من هذه العملية هو اطالة مدة صلاحية هذه الزيوت بعد تحولها من الحالة السائلة إلى الحالة الصلبة وكذلك تحسين مذاقها ورائحتها. ومن امثلتها السمن النباتي أو المارجرين أو الزيوت المهدرجة، وتعتبر الدهون المتحولة مثل باقى الدهون المشبعة تسبب ارتفاع في LDL والذي يؤدى إلى خطر ارتفاع نسبة الكوليستيرول في الدم. توجد هذه الدهون المتحولة عادة في أنواع كثيرة من الحلوى، الكوكيز، الوجبات الخفيفة الجاهزة، الاطعمة المقلية والمخبوزات.
عندما يتم تناول الزيوت الطبيعية تأيض اجسامنا نصف تلك الزيوت خلال 18 يوم، بينما إذا تم تناول دهون متحولة فإن الجسم يحتاج إلى 51 يوما لتأييضها. هذا يعني أن انزيماتنا وخلايانا ستبقى تعاني من وجود الدهون المتحولة بها لمدة 51 يوما. لا يمكنك التخلص من الدهون المحولة المخزنة في الجسم إلا عن طريق ممارسة الرياضة حتى التعرق لهذا يجب تجنب تناول الاطعمة التي تحتوى على الدهون المشبعة والمتحولة.
عند تكون السلاسل الثنائية، تخرج ذرات الهيدروجين من سلسلة الكاربون و بالتالي فإن الدهون المشبعة التي لا تحتوي علي روابط مزدوجة يكون لها الحد الأقصي لعدد الهيدروجين المرتبط بالكربون، وبالتالي تكون مشبعة مع ذرات الهيدروجين. تحتوي جزئيات الدهون غير المشبعة في الأيض الخلوي علي طاقة أقل من الكمية المماثلة التي توجد في الدهون المشبعة. كلما زادت درجة حجم التشبع في الاحماض الدهنية أي كثرة الروابط الثنائية في الأحماض الثنائية، كانت أكثر عرضة للأصابة ببيروكسيد الدهون. تستطيع مضادات الأكسدة حماية الدهون غير المشبعة من بيروكسيد الدهون.